# Z (نماد نظامی)
حرف Z به دبیره لاتین (روسی: зет, zet) یکی از چندین نماد (در کنار "V" و "O") است که بر روی خودروهای نظامی نیروهای مسلح روسیه، درگیر در آفند روسیه به اوکراین در سال ۲۰۲۲ نگارده شده‌است تا نیروهای ضربت خود را از دیگر نیروها یا دشمن متمایز کنند.
به عنوان یک نماد نظامی، "Z" در تبلیغات روسیه و توسط غیرنظامیان روسی به عنوان نشانه‌ای از پشتیبانی از آفند روسیه استفاده شده‌است. نمایش عمومی این نماد در چندین کشور  ممنوع شده‌است. نماد "Z" در رسانه‌ها زواستیکا  نامیده می‌شود که از واژه ka گرفته شده‌است. نمادهای "Z" و "V" به عنوان نمادهای آفند نظامی روسیه توسط ورخونا رادا اوکراین ممنوع شده‌است.

## نمادها
نمادها و معانی متناظر زیر توسط نیروهای مسلح روسیه در طول آفند روسیه به اوکراین در سال ۲۰۲۲ استفاده شده‌است:
| عکس | نماد (تصویر) | نماد (متن)                                                    | حمله کرد                                              | مستقر شده از                 | یادداشت |
| --- | ------------ | ------------------------------------------------------------- | ----------------------------------------------------- | ---------------------------- | --- |
|     |              | Z                                                             | منطقه جنوب شرقی مانند خرسون، میکولائیف، ماریوپل.      | کریمه / استان روستوف، روسیه. | "Z" در خودروهای روسی در نزدیکی آرمیانسک در داخل کریمه و همچنین در نزدیکی نوا کاخوفکا، میکولایف، توکماک، ملیتوپل و ماریوپل مشاهده شده‌است: ۳:۵۶ علاوه بر این، تجهیزات اوکراینی که توسط نیروهای جدایی‌طلب طرفدار روسیه در دونباس ضبط و مستقر شده‌اند با علامت‌های "Z" مشاهده شده‌اند: ۴:۳۵           |
|     |              | 🅉                                                             | استان خارکف: ۲:۵۹                                     | استان بلگورود، روسیه.        | چندین وسیله ترابری از ۲۰۰ تیپ تفنگ موتوری با علامت‌های "Z" درون مربع در نبرد خارکف دیده شده‌است. این نماد در نزدیکی ووچانسک نیز دیده شده‌است: ۳:۰۵ |
|     |              | V                                                             | شمال غربی استان کیف، غرب رودخانه دنیپر: ۱:۱۲          | منطقه مازیر، بلاروس .        | "V" در وسایل ترابری روسی در نزدیکی هوستومل، بوچا، در جنگل‌های شمال کیف، و در نزدیکی دیمر، نیز دیده شده‌است: ۱:۱۲ |
|     |              | O                                                             | استان چرنیهیو و استان سومی در شرق رودخانه دنیپر: ۱:۵۴ |                              | عبور از مرز در Senkivka، شمال اوکراین. بسیاری از وسایل نقلیه دارای یک "O" روی سقف‌ها به جای کناره‌ها بودند: 2:10 O بر روی وسایل نقلیه روسی در نبرد برواری، در نزدیکی تروستیانتس، کونوتوپ و سایر نقاط در استان سومی مشاهده شده‌است: ۲:۱۷                                                          |
|     |              | (شماره ۴ سیاه در زمینه سفید در شش گوش قرمز؛ دو برگ بلوط سفید) | لشکر ۴ تانک گارد بین سومی و خارکف                     |                              | این نمادها بر روی خودروهای لشکر تانک چهارم گارد میان سومی و خارکف، گاهی به صورت مشترک، گاهی جداگانه، یافت شده‌است. برگهای بلوط دوتایی سفید ظاهراً علامت نخستین پیش از جنگ بوده‌اند، اما گاهی اوقات با ۴ سیاه روی زمینه سفید در شش ضلعی قرمز جایگزین شده یا بیش از حد رنگ آمیزی شده‌اند: ساعت ۴:۳۰ |

به نظر می‌رسد نمادها در پیوند با منطقه‌های گوناگونی هستند که وسایل ترابری در آن‌ها آمد و شد می‌کردند.

یورش روسیه نام مستعار "عملیات Z" را به دست آورده‌است که از نماد "Z" گرفته شده‌است. این نماد به شکل حرف لاتین Z، به جای حرف سیریلیک معادل آن یعنی Z (Ze) در الفبای روسی، به کار برده شده‌است که با توجه به پیش‌زمینه جنگ نماد ملی‌گرایی روسی، توصیف شده‌است.

### معانی
"Z" به عنوان یک نماد طرفدار جنگ برای نشان دادن پشتیبانی از آفند روسیه، با وجود سربستگی معنایی آن استفاده شده‌است.
در ۳ مارس، وزارت دفاع روسیه (MoD) در اینستاگرام پستی گذاشت که نماد "Z" کوته‌نوشت (مخفف) عبارت "برای پیروزی" (روسی: за победу) است، نماد "V" کوته‌نوشت" قدرت ما در راستی است " (روسی: сила в правде) و همجنین «وظیفه تکمیل خواهد شد» (روسی: задача будет выполнена) است. وزارت دفاع بعداً معانی دیگری را برای "Z" پیشنهاد کرد که از جمله آنها "برای سازش" (روسی: за мир)، "برای راستی" (روسی: за правду) بودند و همجنین گفت که حرف Z در داخل کلمات انگلیسی غیرنظامی‌سازی (demilitarization) و نازی‌زدایی (denazification) که رئیس‌جمهور روسیه ولادیمیر پوتین ادعا کرده‌است که هدف از آفند است، نیز وجود دارد.
تعبیر دیگر "Z" از واژه روسی باختر (غرب) (روسی: запад) گرفته شده که برای تعیین منطقه نظامی غربی یا پیاده‌نظام محدود به غرب، یا به‌طور کلی برای تأکید بر جاه طلبی‌های امپراتوری کرملین به کار رفته، و نماد "V" به‌طور مشابه برای واژه خاور (شرق)(روسی: восток) به کار رفته‌است.

## بهره‌برداری

### بهره‌برداری به عنوان نماد هوادار جنگ
''

## واکنش‌های بین‌المللی
- جمهوری چک – به عنوان بخشی از ممنوعیت حمایت عمومی از آفند، وزارت کشور نماد "Z" را به عنوان معادل صلیب شکسته دسته‌بندی کرده‌است.[۲۷][۲۸]
- آلمان – وزارت کشور و جامعه فدرال اعلام کرد که اگرچه حرف Z به خودی خود غیرقانونی نیست، اما استفاده از آن برای نشان دادن پشتیبانی از آفند روسیه به اوکراین می‌تواند جرمی باشد که تا سه سال حبس دارد. نیدرزاکسن و بایرن پیش از تصمیم فدرال پیگرد قانونی استفاده از این نماد را آغاز کرده بودند. برلین نیز به زودی از آن پیروی کرد. از آوریل ۲۰۲۲، اداره ثبت وسایل ترابری در شهر هرفورد آلمان به دلیل آفند روسیه به اوکراین، دیگر پلاک خودرو با حرف "Z" صادر نمی‌کند.[۲۹]
- قزاقستان – نشان دادن نمادهای نظامی بر روی وسایل نقلیه در ملاء عام ممنوع است و اداره پلیس WKO به صراحت اعلام کرده‌است که نمادهای "Z", "V" و "O" مجاز نیستند. .[۳۰][۲۸][۳۱][۳۲]
- قرقیزستان – ادارات پلیس نمایش نماد "Z" را در وسایل ترابری در ملاء عام محدود کرده‌اند.[۲۸]
- لتونی – سایما، «Z» و «V» را به عنوان نمادهایی برای بزرگداشت از آفند نظامی و جنایات جنگی به رسمیت شناخته‌است و بنابراین استفاده از آنها را در رویدادهای عمومی مانند صلیب شکسته و چکش و داس ممنوع کرده‌است.
- مولدووا – نمادهای "Z" و "V" و روبان سنت جورج از ۷ آوریل ۲۰۲۲ در مولداوی ممنوع است.[۳۳]